# Vuelta a España 2013
Die 68. Vuelta a España fand vom 24. August 2013 bis 15. September 2013 statt. Die Radrundfahrt startete mit einem Mannschaftszeitfahren in Vilanova de Arousa und endete nach insgesamt 3.358,4 Kilometern in Madrid.

## Teilnehmer
| ProTeams AG2R La Mondiale (ALM) Team Argos-Shimano (ARG) Astana Pro Team (AST) Belkin-Pro Cycling Team (BEL) BMC Racing Team (BMC) Cannondale Pro Cycling (CAN) Euskaltel Euskadi (EUS) | FDJ.fr (FDJ) Garmin Sharp (GRS) Katusha (KAT) Lampre-Merida (LAM) Lotto Belisol (LTB) Movistar (MOV) | Orica GreenEdge (OGE) Omega Pharma-Quick Step (OPQ) RadioShack Leopard (RLT) Sky ProCycling (SKY) Team Saxo-Tinkoff (TST) Vacansoleil-DCM (VCD) |
| Professional Continental Teams Caja Rural-Seguros RGA (CJR) | Cofidis, Solutions Crédits (COF)                                                                     | Team NetApp-Endura (TNE) |

Startberechtigt waren die 19 ProTeams. Zusätzlich wurden drei Professional Continental Teams eingeladen.

## Etappenübersicht
| Etappe | Datum       | Strecke                                               | Typ               | km    | Etappensieger      |                    |
| ------ | ----------- | ----------------------------------------------------- | ----------------- | ----- | ------------------ | ------------------ |
| 1.     | Sa, 24. Aug | Vilanova de Arousa – Sanxenxo MZF                     |                   | 27,4  | Astana Pro Team    | Janez Brajkovic    |
| 2.     | So, 25. Aug | Pontevedra – Baiona Alto Do Monte Da Groba            | Hochgebirgsetappe | 177,7 | Nicolas Roche      | Vincenzo Nibali    |
| 3.     | Mo, 26. Aug | Vigo – Mirador de Lobeira/ Vilagarcía de Arousa       | Flachetappe       | 184,8 | Christopher Horner | Christopher Horner |
| 4.     | Di, 27. Aug | Lalín/ a Estrada – Fisterra/ Kap Finisterre           | Bergetappe        | 189   | Daniel Moreno      | Vincenzo Nibali    |
| 5.     | Mi, 28. Aug | Sober – Lago de Sanabria                              | Flachetappe       | 174,3 | Michael Matthews   | Vincenzo Nibali    |
| 6.     | Do, 29. Aug | Guijuelo – Cáceres                                    | Flachetappe       | 175   | Michael Mørkøv     | Vincenzo Nibali    |
| 7.     | Fr, 30. Aug | Almendralejo – Mairena del Aljarafe                   | Flachetappe       | 205,9 | Zdenek Stybar      | Vincenzo Nibali    |
| 8.     | Sa, 31. Aug | Jerez de la Frontera – Estepona Alto de Peñas Blancas | Hochgebirgsetappe | 166,6 | Leopold König      | Nicolas Roche      |
| 9.     | So, 1. Sep  | Antequera – Valdepeñas de Jaén                        | Bergetappe        | 163,7 | Daniel Moreno      | Daniel Moreno      |
| 10.    | Mo, 2. Sep  | Torredelcampo – Güéjar Sierra Alto de Haza Llana      | Hochgebirgsetappe | 186,8 | Christopher Horner | Christopher Horner |
| R      | Di, 3. Sep  | 1. Ruhetag                                            | Ruhetag           |       |                    |                    |
| 11.    | Mi, 4. Sep  | Tarazona – Tarazona                                   | Einzelzeitfahren  | 38,8  | Fabian Cancellara  | Vincenzo Nibali    |
| 12.    | Do, 5. Sep  | Maella – Tarragona                                    | Flachetappe       | 164,2 | Philippe Gilbert   | Vincenzo Nibali    |
| 13.    | Fr, 6. Sep  | Valls – Castelldefels                                 | Bergetappe        | 169   | Warren Barguil     | Vincenzo Nibali    |
| 14.    | Sa, 7. Sep  | Bagà – Andorra Collada de la Gallina                  | Hochgebirgsetappe | 155,7 | Daniele Ratto      | Vincenzo Nibali    |
| 15.    | So, 8. Sep  | Andorra – Peyragudes                                  | Hochgebirgsetappe | 224,9 | Alexandre Geniez   | Vincenzo Nibali    |
| 16.    | Mo, 9. Sep  | Graus – Sallent de Gállego Aramón Formigal            | Bergetappe        | 146,8 | Warren Barguil     | Vincenzo Nibali    |
| R      | Di, 10. Sep | 2. Ruhetag                                            | Ruhetag           |       |                    |                    |
| 17.    | Mi, 11. Sep | Calahorra – Burgos                                    | Flachetappe       | 189   | Bauke Mollema      | Vincenzo Nibali    |
| 18.    | Do, 12. Sep | Burgos – Peña Cabarga                                 | Bergetappe        | 186,5 | Wassil Kiryjenka   | Vincenzo Nibali    |
| 19.    | Fr, 13. Sep | San Vicente de la Barquera – Oviedo Alto del Naranco  | Bergetappe        | 181   | Joaquim Rodríguez  | Christopher Horner |
| 20.    | Sa, 14. Sep | Avilés – Alto de Angliru                              | Hochgebirgsetappe | 142,2 | Kenny Elissonde    | Christopher Horner |
| 21.    | So, 15. Sep | Leganés – Madrid                                      | Flachetappe       | 109,6 | Michael Matthews   | Christopher Horner |

## Rennverlauf

### Etappensieger und Führende im Gesamtklassement
| Etappe      | Etappe             | Etappe               | Etappe                  | Gesamtklassement   | Gesamtklassement   | Gesamtklassement   |
| Etappe      | Sieger             | Zweiter              | Dritter                 | Führender          | Zweiter            | Dritter            |
| ----------- | ------------------ | -------------------- | ----------------------- | ------------------ | ------------------ | ------------------ |
| 01.         | Astana Pro Team    | RadioShack Leopard   | Omega Pharma-Quick Step | Janez Brajkovic    | Vincenzo Nibali    | Paolo Tiralongo    |
| 02.         | Nicolas Roche      | Daniel Moreno        | Domenico Pozzovivo      | Vincenzo Nibali    | Nicolas Roche      | Haimar Zubeldia    |
| 03.         | Christopher Horner | Alejandro Valverde   | Joaquim Rodríguez       | Christopher Horner | Vincenzo Nibali    | Nicolas Roche      |
| 04.         | Daniel Moreno      | Fabian Cancellara    | Michael Matthews        | Vincenzo Nibali    | Christopher Horner | Nicolas Roche      |
| 05.         | Michael Matthews   | Maximiliano Richeze  | Gianni Meersman         | Vincenzo Nibali    | Christopher Horner | Nicolas Roche      |
| 06.         | Michael Morkov     | Maximiliano Richeze  | Fabian Cancellara       | Vincenzo Nibali    | Christopher Horner | Nicolas Roche      |
| 07.         | Zdenek Stybar      | Philippe Gilbert     | Robert Wagner           | Vincenzo Nibali    | Christopher Horner | Nicolas Roche      |
| 08.         | Leopold König      | Daniel Moreno        | Nicolas Roche           | Nicolas Roche      | Christopher Horner | Daniel Moreno      |
| 09.         | Daniel Moreno      | Alejandro Valverde   | Joaquim Rodríguez       | Daniel Moreno      | Nicolas Roche      | Vincenzo Nibali    |
| 10.         | Christopher Horner | Vincenzo Nibali      | Alejandro Valverde      | Christopher Horner | Vincenzo Nibali    | Nicolas Roche      |
| 11.         | Fabian Cancellara  | Tony Martin          | Domenico Pozzovivo      | Vincenzo Nibali    | Nicolas Roche      | Alejandro Valverde |
| 12.         | Philippe Gilbert   | Edvald Boasson Hagen | Maximiliano Richeze     | Vincenzo Nibali    | Nicolas Roche      | Alejandro Valverde |
| 13.         | Warren Barguil     | Rinaldo Nocentini    | Bauke Mollema           | Vincenzo Nibali    | Nicolas Roche      | Alejandro Valverde |
| 14.         | Daniele Ratto      | Vincenzo Nibali      | Christopher Horner      | Vincenzo Nibali    | Christopher Horner | Alejandro Valverde |
| 15.         | Alexandre Geniez   | Michele Scarponi     | Nicolas Roche           | Vincenzo Nibali    | Christopher Horner | Alejandro Valverde |
| 16.         | Warren Barguil     | Rigoberto Uran       | Bartosz Huzarski        | Vincenzo Nibali    | Christopher Horner | Alejandro Valverde |
| 17.         | Bauke Mollema      | Edvald Boasson Hagen | Maximiliano Richeze     | Vincenzo Nibali    | Christopher Horner | Alejandro Valverde |
| 18.         | Wassil Kiryjenka   | Chris Anker Sørensen | Adam Hansen             | Vincenzo Nibali    | Christopher Horner | Alejandro Valverde |
| 19.         | Joaquim Rodríguez  | Diego Ulissi         | Daniel Moreno           | Christopher Horner | Vincenzo Nibali    | Alejandro Valverde |
| 20.         | Kenny Elissonde    | Christopher Horner   | Alejandro Valverde      | Christopher Horner | Vincenzo Nibali    | Alejandro Valverde |
| 21.         | Michael Matthews   | Tyler Farrar         | Nikias Arndt            | Christopher Horner | Vincenzo Nibali    | Alejandro Valverde |
| Endergebnis | Endergebnis        | Endergebnis          | Endergebnis             | Christopher Horner | Vincenzo Nibali    | Alejandro Valverde |

### Weitere Wertungen
| Etappe | Punktewertung      | Bergwertung        | Kombinationswertung | Teamwertung              | Kämpferischster Fahrer |
| ------ | ------------------ | ------------------ | ------------------- | ------------------------ | ---------------------- |
| 01.    | nicht vergeben     | nicht vergeben     | nicht vergeben      | Astana Pro Team (AST)    | Janez Brajkovic        |
| 02.    | Nicolas Roche      | Nicolas Roche      | Nicolas Roche       | RadioShack Leopard (RLT) | Alex Rasmussen         |
| 03.    | Nicolas Roche      | Nicolas Roche      | Nicolas Roche       | RadioShack Leopard (RLT) | Pablo Urtasun          |
| 04.    | Daniel Moreno      | Nicolas Roche      | Nicolas Roche       | RadioShack Leopard (RLT) | Nicolas Edet           |
| 05.    | Daniel Moreno      | Nicolas Roche      | Nicolas Roche       | RadioShack Leopard (RLT) | Antonio Piedra         |
| 06.    | Michael Matthews   | Nicolas Roche      | Nicolas Roche       | RadioShack Leopard (RLT) | Tony Martin            |
| 07.    | Michael Matthews   | Nicolas Roche      | Nicolas Roche       | RadioShack Leopard (RLT) | Francisco Aramendia    |
| 08.    | Daniel Moreno      | Nicolas Roche      | Nicolas Roche       | Team Saxo-Tinkoff (TST)  | Antonio Piedra         |
| 09.    | Daniel Moreno      | Nicolas Roche      | Daniel Moreno       | Movistar (MOV)           | Francisco Aramendia    |
| 10.    | Daniel Moreno      | Christopher Horner | Christopher Horner  | Team Saxo-Tinkoff (TST)  | Juan Antonio Flecha    |
| 11.    | Daniel Moreno      | Christopher Horner | Nicolas Roche       | Astana Pro Team (AST)    | Fabian Cancellara      |
| 12.    | Daniel Moreno      | Christopher Horner | Nicolas Roche       | Astana Pro Team (AST)    | Fabricio Ferrari       |
| 13.    | Daniel Moreno      | Christopher Horner | Nicolas Roche       | Astana Pro Team (AST)    | Michele Scarponi       |
| 14.    | Alejandro Valverde | Daniele Ratto      | Christopher Horner  | Astana Pro Team (AST)    | Daniele Ratto          |
| 15.    | Alejandro Valverde | Nicolas Edet       | Christopher Horner  | Astana Pro Team (AST)    | Alexandre Geniez       |
| 16.    | Alejandro Valverde | Nicolas Edet       | Christopher Horner  | Euskaltel Euskadi (EUS)  | Juan Antonio Flecha    |
| 17.    | Alejandro Valverde | Nicolas Edet       | Christopher Horner  | Euskaltel Euskadi (EUS)  | Francisco Aramendia    |
| 18.    | Alejandro Valverde | Nicolas Edet       | Christopher Horner  | Euskaltel Euskadi (EUS)  | Egoi Martínez          |
| 19.    | Alejandro Valverde | Nicolas Edet       | Christopher Horner  | Euskaltel Euskadi (EUS)  | Edvald Boasson Hagen   |
| 20.    | Alejandro Valverde | Nicolas Edet       | Christopher Horner  | Euskaltel Euskadi (EUS)  | David Arroyo           |
| 21.    | Alejandro Valverde | Nicolas Edet       | Christopher Horner  | Euskaltel Euskadi (EUS)  | nicht vergeben         |
| Sieger | Alejandro Valverde | Nicolas Edet       | Christopher Horner  | Euskaltel Euskadi (EUS)  | Francisco Aramendia    |

## Galerie

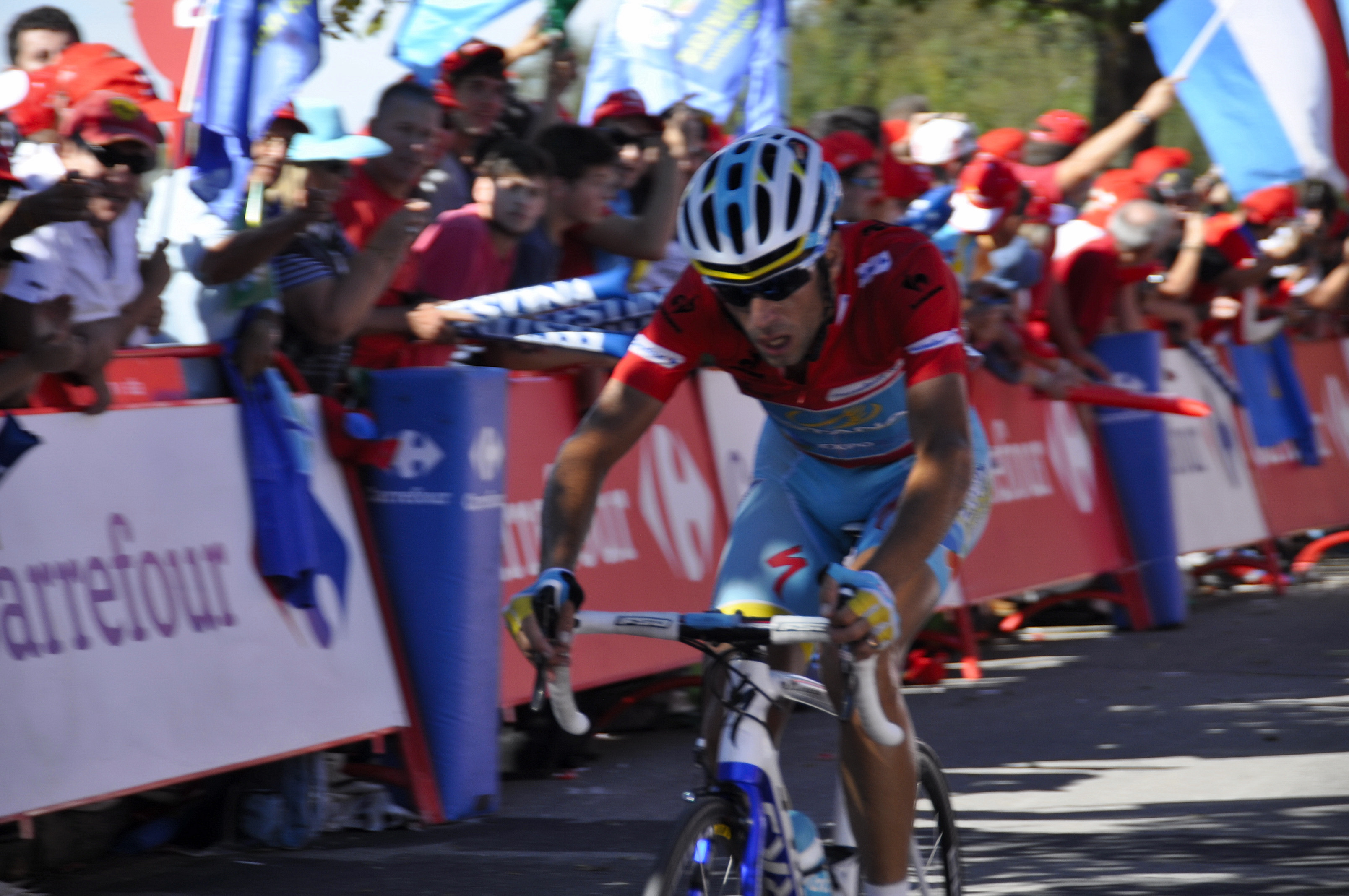
Vincenzo Nibali im Maillot Rojo
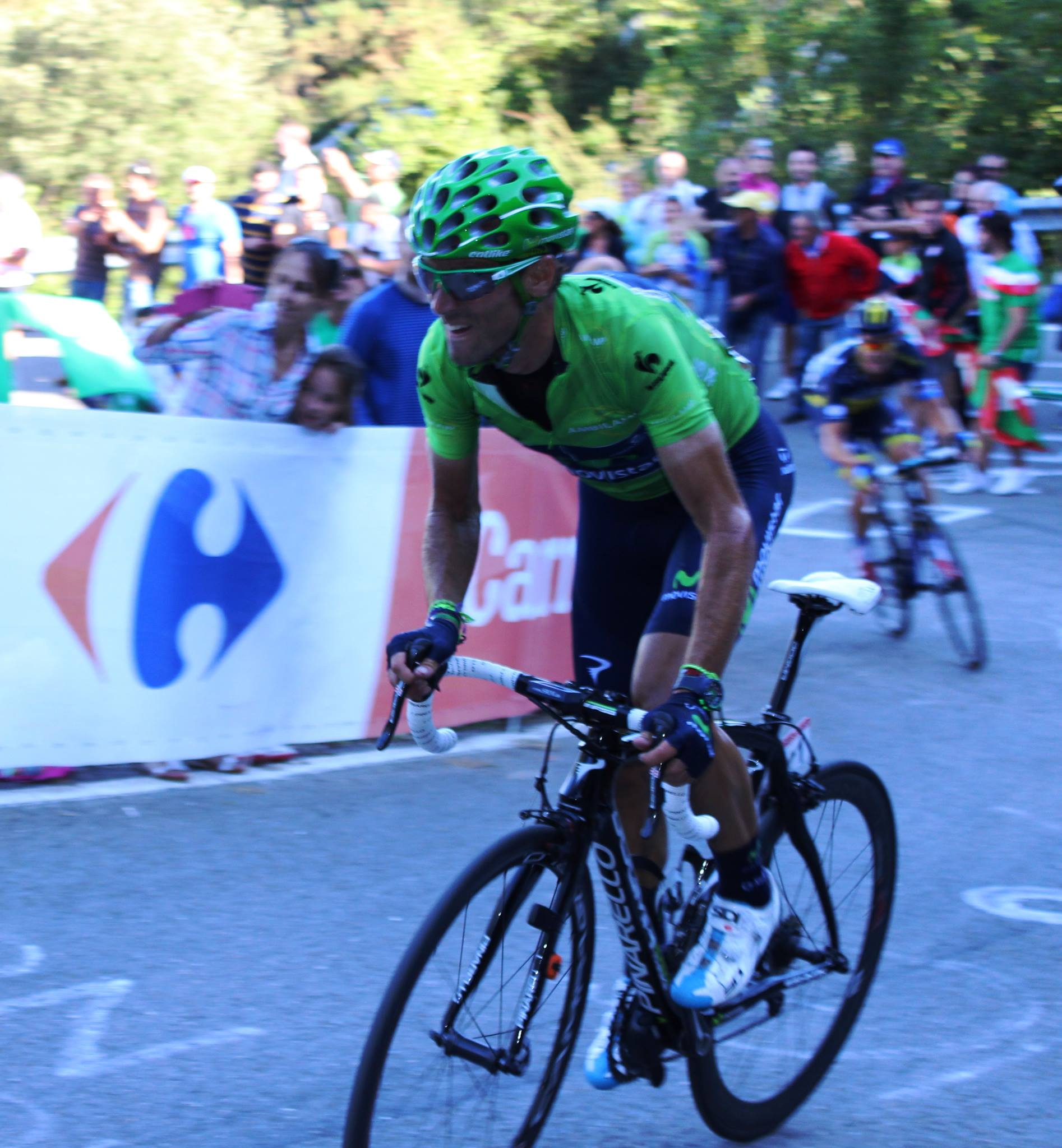
Alejandro Valverde im Maillot Verde
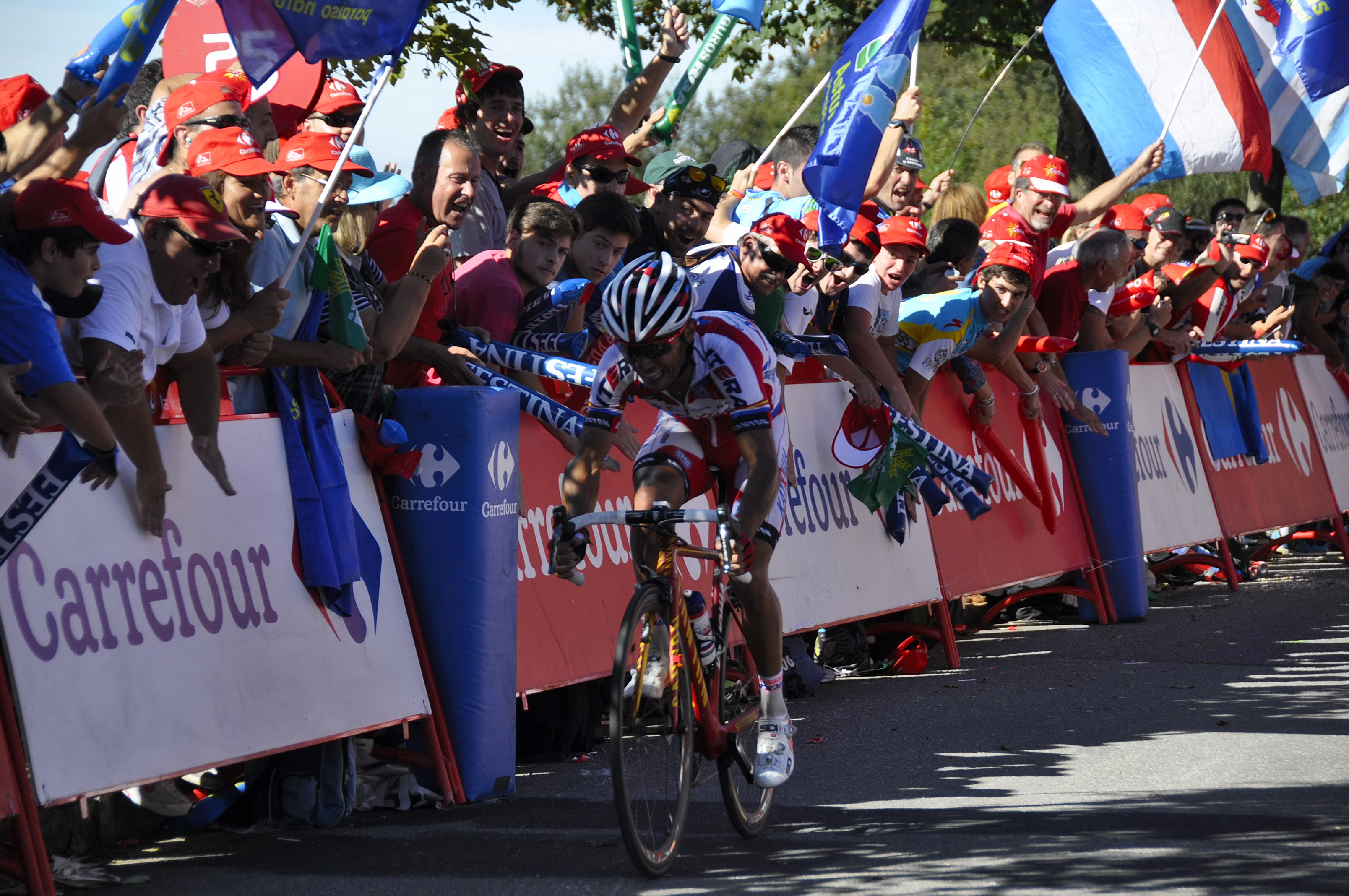
Joaquim Rodríguez bei seinem Sieg in Oviedo am Alto del Naranco
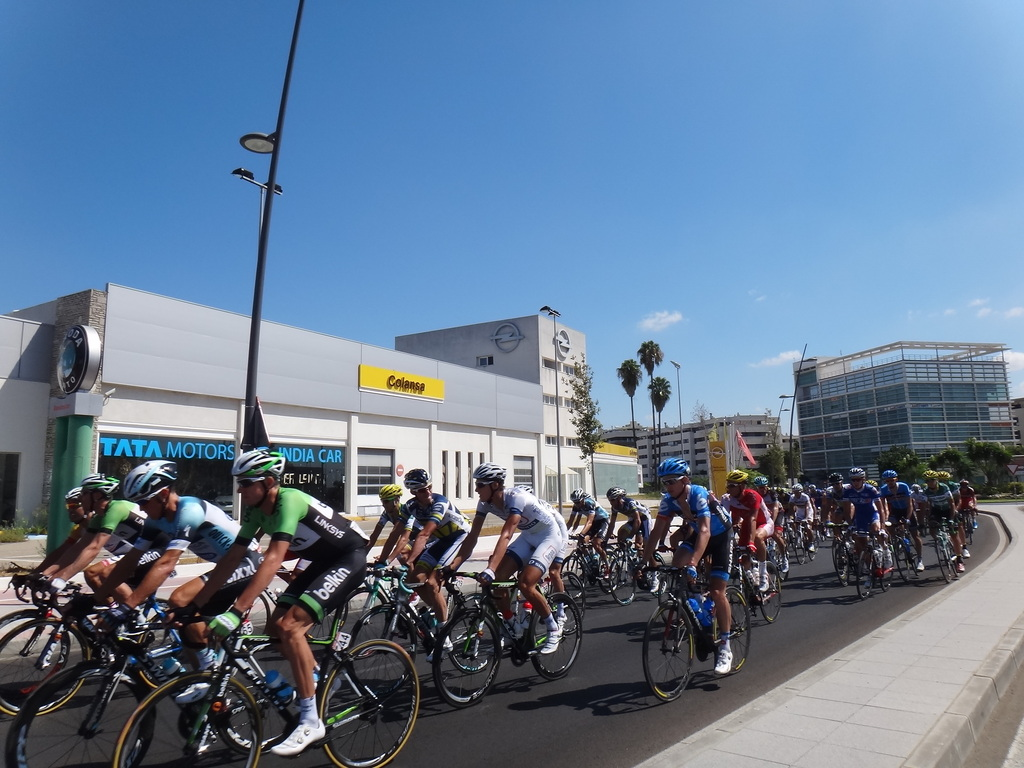
Das Peloton auf der achten Etappe in Jerez